# Porečnik (potok)
Porečnik je ponikalni potok, ki se kot levi pritok izliva pri naselju Matenja vas izliva v reko Pivko.